# Тоторо
То́торо (яп. トトロ) — казковий персонаж аніме студії Ґіблі «Мій сусід Тоторо» (яп. となりのトトロ, Тонарі но Тоторо).
Точне походження імені невідоме. Можливо, це неправильна вимова слова торору (троль). Так нарекла його молодша із сестричок Кусакабе Мей.
Тоторо живе всередині величезної криптомерії. Його оселя нагадує маленький синтоїстський храм. Він гладкий, добрий і веселий. Катається на Котобусі (неко-но басу 猫のバス, ねこのバス). Крім великого Тоторо в мультфільмі є також маленькі Тоторо. Великого Тоторо звуть О-Тоторо, а його супутників середнього і маленького — Чю-Тоторо і Чібі-Тоторо відповідно (японською «о», «чю» і «чібі» — «великий», «середній» і «маленький»).
Зазвичай Тоторо невидимий для людей. Вдень здебільшого спить, а в місячні вечори любить грати на окарині. Також здатний літати.
Тоторо — не традиційний японський персонаж: його повністю придумав Міядзакі. Проте, для Тоторо дуже природно знаходиться місце в системі традиційних японських уявлень, серед нижчих природних божеств, духів-хранителів місцевості.
Тоторо став символом і талісманом студії Ґіблі.